# Planet of Fire
Planet of Fire (El planeta de fuego) es el quinto serial de la 21.ª temporada de la serie británica de ciencia ficción Doctor Who, emitido originalmente en cuatro episodios, dos por semana, del 23 de febrero al 2 de marzo de 1984. La historia introduce a Nicola Bryant como la nueva acompañante del Quinto Doctor, Peri Brown, la marcha de Vislor Turlough, y la segunda y última aparición de Kamelion.

## Argumento
En el mundo desértico de Sarn, los nativos adoran al dios de fuego Logar y siguen al Anciano Jefe, Timanov, que exige obediencia. A los que se resisten se les conoce como los No creyentes, y dos de ellos, Amyand y Roskal, provocan inquietud al decir que se han aventurado a lo alto de la montaña sagrada de fuego y no han encontrado a Logar. Uno de los Sarns, Malon, es conocido como el Elegido, por extrañó símbolo de doble triángulo que tiene en la piel: también es poco común el hecho de que le encontraron de bebé en las faldas de la montaña sagrada de fuego.
El mismo símbolo triangular aparece en un artefacto de metal descubierto en una excavación arqueológica en Lanzarote a cargo del profesor Howard Foster. Su hijastra Perpugilliam Brown, a la que llaman Peri, se aburre con la excavación y quiere ir de viaje a Marruecos, y cuando él intenta impedírselo, ella roba el artefacto extraño y trata de escapar a nado. Por suerte para ella, la TARDIS aterriza en las inmediaciones, respondiendo a una llamada de socorro del extraño artefacto, Turlough la ve ahogándose y la rescata. Examinando sus posesiones mientras se recupera, Turlough encuentra el artefacto y se da cuenta de que el mismo símbolo triangular lo tiene en su propia carne. El Quinto Doctor regresa a la TARDIS tras intentar localizar la fuente de la señal que emite el artefacto, y la nave se desmaterializa, al parecer ella sola. Pronto llega a Sarn, y el Doctor y Turlough salen a explorar...

### Continuidad
Esta fue la última historia de Mark Strickson como Turlough. Volvería a aparecer en la escena de regeneración en The Caves of Androzani. Turlough fue el último acompañante masculino del Doctor en pantalla hasta que Adam Mitchell se unió brevemente a la tripulación de la TARDIS al final del episodio del Noveno Doctor Dalek, en 2005. Strickson dijo que de haber sabido que la siguiente temporada consistiría en historias en dos episodios de 50 minutos, no habría abandonado la serie. Pensaba que Turlough no evolucionaba lo suficiente porque el formato de 25 minutos requería cliffhangers más frecuentes, provocando un menor desarrollo de personajes.
Este serial originalmente iba a ser el canto de cisne para Anthony Ainley como El Amo, ya que su contrato con el programa se acababa, de ahí la "muerte" del personaje en las llamas en el clímax de la historia. Como broma final a la audiencia, la última línea cortada del Amo era "No vas a mostrar compasión ni con tu propio...", aparentemente muriendo entonces por el gas, justo cuando está a punto de revelar la verdadera naturaleza de su relación con el Doctor. Sin embargo, el Amo reapareció en la temporada siguiente en The Mark of the Rani, sin explicar cómo sobrevivió a las llamas. El editor de guiones, Eric Saward, cortó de ese episodio la explicación de la supervivencia del Amo que hicieron los escritores Pip y Jane Baker, pero esa explicación se conservó en su novelización del serial.
Se decidió que por el clima de Lanzarote, donde se rodaba el serial, el reparto tendría que alterar su vestuario habitual. Aunque Peter Davison empezó llevando su vestuario habitual de cricket, en el resto de la historia llevó unos pantalones diferentes, con signos de interrogación, y un chaleco beige con decoración floral. Strickson dejó su uniforme habitual de colegio para cambiarlo por una camisa blanca cerrada con cuello escotado en uve decorado con líneas azules, y minipantalones beige con un minibañador slip debajo. Nicola Bryant también llevaba un bikini rosa debajo de sus ropas, que se quitaba en un par de escenas, la primera vez que una acompañante llevaba un traje de baño de dos piezas desde Sarah Jane Smith en la historia del Tercer Doctor Death to the Daleks. Kamelion, aunque muere en esta historia, vuelve a aparecer en la escena de regeneración de The Caves of Androzani.

## Producción
| Episodio          | Fecha de emisión      | Duración | Espectadores en millones | Estado en el archivo  |
| ----------------- | --------------------- | -------- | ------------------------ | --------------------- |
| Episodio 1        | 23 de febrero de 1984 | 24:26    | 7,4                      | Cinta original en PAL |
| Episodio 2        | 24 de febrero de 1984 | 24:20    | 6,1                      | Cinta original en PAL |
| Episodio 3        | 1 de marzo de 1984    | 23:57    | 7,4                      | Cinta original en PAL |
| Episodio 4        | 2 de marzo de 1984    | 24:44    | 7,0                      | Cinta original en PAL |
| [ 1 ] [ 2 ] [ 3 ] |                       |          |                          |                       |

El título provisional de esta historia era The Planet of Fear (El planeta del miedo). La decisión de hacer que Peri fuera la hija de una familia estadounidense adinerada se inspiró en la popularidad de las soap operas Dallas y Dinastía. Nicola Bryant consiguió el papel en parte por su doble nacionalidad británica y estadounidense (por matrimonio).

## Publicaciones comerciales
Planet of Fire se publicó en VHS en septiembre de 1998. El DVD se publicó en junio de 2010 con comentarios de Peter Davison, Nicola Bryant, Mark Strickson y Fiona Cumming, como parte de la compilación Kamelion Tales, junto con The King's Demons. También contenía una edición especial de la historia supervisada por la directora Fiona Cumming. La edición especial también incluía una precuela filmada específicamente antes de los títulos de créditos. Con apenas 66 minutos, es la más corta y la más editada de las ediciones especiales.